# جراجوس، قنا
جراجوس، روستایی از توابع شهرستان قوص در استان قنا و کشور مصر است.

## جمعیت
براساس سرشماری سال ۲۰۰۶ مصر، جمعیت آن ۲۰۴۲۷ نفر( ۹۸۱۲ مرد و ۱۰۶۱۵ زن ) بوده‌است.